# Université de Northern Michigan
L'université de Northern Michigan (en anglais, Northern Michigan University) est une université publique américaine fondée en 1899, située à Marquette dans le Michigan.

## Personnalités liées

### Club sportif
- Wildcats de Northern Michigan